# Kuria Muria-eilanden
De Kuria Muria-eilanden (Arabisch: جزر خوريا موريا; DIN 31635 (Duits): Ǧuzur Ḫūriyā Mūriyā; Engelse romanisering: Juzur Khurīyā Murīyā of Khūryān Mūryān), ook getranslitereerd als Khuriya Muriya-eilanden of Churiya Muriya-eilanden, zijn een groep van vijf eilanden in de Arabische Zee. De archipel ligt in de Kuria Muriabaai op ongeveer 40 kilometer uit de zuidoostkust van Oman en strekt zich in west-oostelijke richting uit over ongeveer 73 kilometer. De eilanden hebben een totale oppervlakte van ongeveer 76,2 km² en vormen onderdeel van Oman, waarbinnen ze onderdeel vormen van de wilaya Sjalim en Hallaniyateilanden van het gouvernement Dhofar.

## Geografie
Van west naar oost heten de eilanden al-Hasikiyah, al-Sawda, al-Hallaniyah, Qarzawit en al-Qibliyah.
De eilanden vormen de toppen van een oceanische bergrug en bestaan overwegend uit graniet en muschelkalk. De eilanden steken uit tot ongeveer 500 meter boven de zee, maar kennen ook laaglandgebieden. De lichte rotseilanden zijn slechts spaarzaam bedekt met enkele struiken. De eilanden al-Qibliyah en al-Hasikiyah zijn licht met guano bedekt, die echter niet rendabel is voor exploitatie. De eilanden worden door hun afgelegenheid en ontoegankelijkheid en met name vanwege de chareef (de Zuid-Omaanse moesson) slechts zelden door toeristen bezocht.
De eilandengroep is een belangrijke broedplaats voor zeevogels, met name voor sommige gierzwaluwachtigen uit de zuidelijke oceanen. De belangrijkste bedreiging voor deze vogelsoorten op de eilanden bestaan uit uitheemse huisdieren (met name verwilderde geiten (op al-Hallaniyah), katten (op al-Hallaniya en al-Sawda) en ratten (bruine ratten op al-Hasikiyah en zwarte ratten op al-Hallaniyah). Van staatswege wordt hiertegen tot op heden niets ondernomen. Er zijn echter wel plannen om op de vier grotere eilanden vogelbeschermingsgebieden in te stellen (zie de onderstaande tabel).
Deze oppervlaktes zijn allen groter dan de landoppervlaktes van de eilanden en omvatten ook het omringende zeegebied. De toekomstige reservaten omvatten alle belangrijke nestelplaatsen.
| Eiland               | Arabisch        | Transliteratie        | km² | Hoogte (m) | Coördinaten            | Grootte van het geplande vogelbeschermingsgebied hectare |
| -------------------- | --------------- | --------------------- | --- | ---------- | ---------------------- | -------------------------------------------------------- |
| al-Hasikiyah         | جزيرة الحاسكية  | Ǧazīrat al-Ḥāsikiyya  | 2   | 155        | 17° 28′ NB, 55° 36′ OL | 400                                                      |
| al-Sawda             | الجزيرة السوداء | al-Ǧazīra al-sawdāʾ   | 11  | 399        | 17° 29′ NB, 55° 51′ OL | 2.000                                                    |
| al-Hallaniyya        | جزيرة الحلانية  | Ǧazīrat al-Ḥallāniyya | 56  | 501        | 17° 31′ NB, 56° 1′ OL  | 7.000                                                    |
| Qarzawit             | جرزعوت          | Ǧazīrat Ǧarzaʿūt      | 0,3 | 70         | 17° 37′ NB, 56° 8′ OL  | 0                                                        |
| al-Qibliyah          | الجزيرة القبلية | al-Ǧazīra al-qibliyya | 3   | 168        | 17° 30′ NB, 56° 20′ OL | 800                                                      |
| Kuria Muria-eilanden | جزر خوريا موريا | Ǧuzur Ḫūriyā Mūriyā   | 73  | 501        | 17° 30′ NB, 56° 0′ OL  | 10.200                                                   |

## Geschiedenis
In de oudheid werd de eilandengroep aangeduid als de Eilanden van Zenobios (Latijn Zenobii Insulae, Grieks: Ζηνοβίου νησία; Zenobiou nesia) of Doliche (Grieks: Δολίχη). De baai van Kuria Muria werd destijds in het Latijn Sinus Sachalites en in het Grieks Σαχαλίτης κόλπος; Sachalites kolpos genoemd en de eilandengroep markeerde toen de grens tussen het rijk van de Parthen en het oud-Zuidarabische Hadramaut–koninkrijk, waarbij de binnenzijde van de baai de grens vormde van het Parthische Rijk.
Ptolemaeus beschreef ze als zeven kleine eilanden (de beide rotsen voor het eiland al-Qibliyya werden waarschijnlijk meegeteld) die in de 'Sinus Sachalites' in de richting van Indië aan de ingang van de "Perzische Golf" lagen.
De onherbergzaamheid van de natuurlijke omgeving heeft ertoe geleid dat de eilandbewoners zich overwegend bezig gingen houden met de visserij. In de 12e eeuw schreef al-Idrisi dat de eilanden behoorden tot de invloedssfeer van de kuststad el-Schiḥr behoorden. In de winter waren de inwoners zeer arm en alleen in het vaarseizoen lukte het hen om enigszins te kunnen rondkomen. Hun zeereizen brachten hen naar Oman, Aden en Jemen. De belangrijkste handelsgoederen waren schildpad en soms ook barnsteen. Al-Idrisi noemde de Kuria Muria-baai in in zijn berichten Ǧawn al-Ḥašīš (Baai van de Kruiden). De eilandengroep werd op haar beurt bezocht door Arabische stammen uit de Hadramautische steden el-Schiḥr en Mukallā en de Jemenitische stam Ḥudaida, die de rijke voorkomens van guano op de eilanden al-Hasikiyya en al-Qibliyya exploiteerden. De uitwerpselen van de ontelbare zeevogels diende als mest, met name voor de verbouw van tabak.
De Kuria Muria-eilanden kwamen pas in de Vroegmoderne Tijd weer in het bewustzijn van de Europeanen, toen ze door Afonso d'Albuquerque op zijn weg naar Indië in het jaar 1503 herontdekt werden. De Portugezen gaven de eilanden de ook nu nog in Europa gebruikelijke naam. Hoewel de oorspronkelijke betekenis van de namn onbekend is, verwijst de naam „Curia Muria“ naar de Portugese versie van de „Churian Murian“ van de middeleeuwse Arabische geografie.
De eilanden werden ook door andere Portugese historici beschreven: Almeida tekent in een vrij onbekende beschrijving de reis van twee jezuïeten naar de eilanden. In januari 1589 zouden Antonio De Montserrat en de veel bekendere Pedro Páez zes of zeven dagen op de eilanden hebben doorgebracht. Volgens Almeida lagen de eilanden 10 mijlen verwijderd van het vasteland. De jezuïeten gingen aan land op een van de eilanden, die ze „Suadie“ (waarschijnlijk as-Sauda') noemden en die in de nabijheid van een eiland genaamd „Hazquie“ (waarschijnlijk al-Hasikiya) lag. De missionarissen beschreven beide eilanden als zeer klein en de inwoners als zeer arm. De bewoners zouden hun huizen met aan land gespoeld zeegras hebben bedekt en uitsluitend van de visvangst hebben geleefd. Daar ze geen hout hadden om op te koken, droogden ze de vissen eerst in de zon waarna ze werden gegeten. De zee scheen veel barnsteen aan land te spoelen, die ze vervolgens de paters in grote hoeveelheden voor weinig geld aanboden.
In het jaar 1818 overvielen de Qawasim de eilanden vanuit het emiraat Ras al-Chaima, met het voorwendsel ze als steunpunt voor overvallen op handelsschepen te gebruiken (piraterij). Alle inwoners werden verdreven en de eilanden waren aldus enige jaren onbewoond. Enige tijd later, waarschijnlijk enige tijd na de overval, kwamen de eilanden in handen van de Ibn Chalfān, een ondergroep van de stam Māḥrā (Mehri), die in de omgeving van Mirbat woonden. Van deze clan is de Zuid-Arabische naam voor de eilanden („Dsjazāʾir bin Chalfān“) afgeleid.
In het midden van de 19e eeuw werden de eilanden deel van het Sultanaat van Masqat (Said-dynastie van Oman). In die tijd kwamen er van tijd tot tijd Franse plantagebezitters vanaf het eiland Réunion om er guano in te slaan.
Het was deze waardevolle natuurlijke grondverbeteraar die de Britse regering er in 1854 toe aanzette om er bij Sultan Said ibn Sultan op aan te dringen om de eilanden aan het Britse Rijk over te laten. Deze overdracht vond officieel plaats middels een erkenningsverdrag op 14 juli 1854. Van 1855 tot 1860 voeren tot 50 schepen gelijktijdig naar de archipel en haalden zo in totaal ongeveer 200.000 ton guano van de eilanden al-Hasikiya en al-Qibliya. In het jaar 1861 werd op al-Hallaniya een communicatiestation gebouwd voor een zeekabel van de Britse Red Sea and Karachi Telegraph Company. Het idee om het eiland als een tussenstation te gebruiken werd echter reeds het jaar daarop alweer losgelaten, daar de zeekabel niet goed functioneerde. In 1868 werden de eilanden tot onderdeel van de Britse kroonkolonie Aden gemaakt en onder jurisdictie van de gouverneur aldaar geplaatst. Later werd de kroonkolonie omgevormd tot een protectoraat. In december 1883 ondernam kolonel S. B. Miles van het schip de H.M.S. Dragon een onderzoeksreis langs de zuidelijke kusten van het Arabisch Schiereiland. Als een van de laatste plekken bezocht hij al-Hallaniya. Vanaf 1953 nam de Britse hoogcommissaris van Aden het bestuur over de eilanden over. Na de samenvoeging van die kolonie met de Zuid-Arabische Federatie nam in 1963 de Britse "Chief Political Resident of the Persian Gulf" in Bahrein het bestuur over.
Op 30 november 1967 werden de eilanden onder protest van de Democratische Volksrepubliek Jemen teruggegeven aan het sultanaat Oman, dat op dat moment (tot 1971) zelf echter nog een Brits protectoraat vormde. Deze overdracht leidde ook in recentere jaren nog tot spanningen tussen Jemen en Oman, daar de eilanden zich uitstrekken tot buiten de Exclusieve Economische Zone van Oman. Vermoed wordt verder dat zich olie- en gasvoorraden in het gebied van de eilanden bevinden. In 1995 werd het meningsverschil over het grensverloop bijgelegd tussen beide landen met een grensverdrag.

## De eenzame eilanden
De onderstaande teksten zijn gebaseerd op de beschrijvingen in Hay, Rupert, Kuria Muria, 1947, S. 280 en NATIONAL IMAGERY AND MAPPING AGENCY: SAILING DIRECTIONS (ENROUTE), RED SEA AND THE PERSIAN GULF, NINTH EDITION, Bethesda (Maryland), 2001.

### al-Hasikiyah
Het meest westelijke eiland van de groep ligt op 34 kilometer ten noordoosten van Ras Naws en het vastelandsdorp Hasik. Het eiland bestaat uit rode graniet en heeft geen enkele vegetatie. Op het eiland werd vroeger guano gewonnen en het eiland is ook nu nog met vogeluitwerpselen bedekt. Twee ronde toppen aan de zuidzijde verheffen zich tot een hoogte van 155 meter. Aan de oostzijde bevinden zich twee kleine baaien. In het broedseizoen wordt al-Haskiyah bevolkt door zwermen vogels, met name jan-van-genten. Het eiland is onbewoond.

### al-Sawda
Al-Sawda is het op een na grootste eiland en ligt op ongeveer 21 kilometer ten oosten van al-Hasikiyah. Vanaf de 399 meter hoge top nabij het midden van het eiland loopt de hoogte van het eiland onregelmatige af naar de kust. Het eiland bestaat ook uit graniet en is met uitzondering van was gras en mos in de buurt van de top volledig onbegroeid. Er bevinden zich talrijke kleine baaien die worden beschut door riffen. Op het eiland bevindt zich ook brak water. Vroeger was dit eiland bewoond, maar het is inmiddels reeds lange tijd verlaten, waarbij de vroegere inwoners vooral naar al-Hallaniyah trokken.

### al-Hallaniyah
Het eiland al-Hallaniyah is het enige bewoonde en verreweg grootste eiland van de eilandengroep. Het centraal gelegen hoofdeiland bevindt zich op 8 kilometer ten oosten van al-Sawda. Het eiland is bedekt met kloven en is onbegroeid, met uitzondering van een paar tamarisken en wat gras in het oosten. Op het eiland leven wilde geiten. Aan de kust zijn soms zeeschildpadden te zien. In het midden van het eiland bevinden zich granietrotsen, die een hoogte van 495 meter bereiken. Aan het noordoostelijke uiteinde van het eiland, bij kaap Ras al-Hallaniyah loopt een meer dan 3 kilometer lange muschelkalkklif vanaf het met 501 meter hoogste punt van het eiland bijna verticaal af naar de zee. Het oostelijkste punt is Ras Sayir en het westelijkste Arichi Frahunt.
Al-Hallaniyya kan worden bereikt per boot of vliegtuig. In het vlakkere westelijke deel van het eiland bevindt zich de enige nederzetting, met een bevolking van tussen de 100 en 150 mensen. In de buurt bevindt zich een landingsbaan voor vliegtuigen. Van daaruit stijgt het gebergte steil omhoog in de richting van het oosten. De inwoners beschikken over boten en bezoeken -als het weer het toelaat- de andere eilanden, om aldaar vogels te vangen en vogeleieren te verzamelen. Daarnaast leven ze overwegend van de visvangst. Tijdens de chareef, die het gebied beheerst van midden mei tot midden september, bereikt vanuit de oceaan koud, voedingsrijk water de oppervlakte en het water is dan rijk aan vis. De zee is echter ook wild in deze periode en een stevige bries vult de lucht aan de kust dan met vlokschuim. In dit jaargetijde is het ook vaak nevelig.
Het bevolkingsaantal is over de eeuwen redelijk constant gebleven:
| 1841 | 1883 | 1936 | 1947 | 1976 |
| ---- | ---- | ---- | ---- | ---- |
| 23   | 36   | 50   | 70   | 53   |

Archeologische opgravingen hebben voorwerpen uit de voorislamitische periode opgeleverd, met name de nederzetting in de wadi Anzawr (وادي انظور; Wādī Anẓawr) en de Faghari-grot (مغارة فغارة; Maġarat Faġārī).

### Qarzawit
Qarzawit ligt op ongeveer 10 kilometer ten oosten van Ras al-Hallaniyah, is rotsig en droog en heeft een 70 meter hoge dubbele piek. De basis van het eiland bestaat uit vier rode granietrotsen.

### al-Qibliyah
Al-Qibliyah is het meest oostelijke eiland en ligt op 21 kilometer ten oosten van al-Hallaniyah. Boven dit rotsige en kale eiland toren meerdere kalkrotsen uit. Een kleine zandige baai bevindt zich aan de noordwestzijde van het eiland. De hoogste top steekt 168 meter boven de zee uit. Het eiland is droog en wordt alleen bewoond door zeevogels, hoewel de ontdekking van enkele graven erop wijst dat het eiland vroeger wel bewoond was. In de nabijheid van het eiland steken twee rotsen uit boven de zee:
- Four-Peaked Rock; een klein rotseiland op 830 meter ten noordnoordwesten van het noordwestelijke uiteinde van al-Qibliyah. Het heeft een basisdoorsnede van 140 meter en een oppervlakte van 1,5 hectare.
- Well Rock; een kleine rots, die net boven de zee uitsteekt op ongeveer 800 meter ten zuidzuidwesten van het zuidwestelijke uiteinde van al-Qibliyah. De rots heeft een basisdoorsnede van 85 meter en een oppervlakte van 0,6 hectare.

## Bevolking

### Taal
Sir Rupert Hay schreef in 1947 dat de inwoners Shahari spraken. Deze taal wordt hoofdzakelijk door de holenbewonende stammen uit de Qamr- en Qara-gebergten gesproken. De eilanders zelf noemen hun taal Shihri. Asj-Sjihr is tegenwoordig een Arabischsprekende stad, die een heel eind verderop ligt in het zuiden van Jemen. De eilanden werden echter wel ten tijde van al-Idrisi door de sultan van Sjihr geregeerd en ook nog ten tijde van Pedro Páez. Volgens volkswijsheden is de oude stad "Zufar" dezelfde stad als het huidige Mirbat. Al-Idrisi schreef dat de inwoners de oude taal van het 'Ad-volk spraken en dat de Arabieren hen niet konden verstaan. De huidige naam van de taal Shawri is afgeleid van de Shahara-stam, die zichzelf ziet als afstammelingen van Shaddad, de zoon van 'Ad.